# Les Albres
 Les Albres  es una población y comuna francesa, situada en la región de Mediodía-Pirineos, departamento de Aveyron, en el distrito de Villefranche-de-Rouergue y cantón de Capdenac-Gare.

## Demografía
| 438 | 418 | 418 | 389 | 342 | 330 |
| Para los censos de 1962 a 1999 la población legal corresponde a la población sin duplicidades (Fuente: INSEE [Consultar]) |     |     |     |     |     |